# Stenotrema barbigerum
Stenotrema barbigerum är en snäckart som först beskrevs av John Howard Redfield 1856.  Stenotrema barbigerum ingår i släktet Stenotrema och familjen Polygyridae. Inga underarter finns listade i Catalogue of Life.